# Dratini
Dratini (japanski: ミニリュウ Miniryuu) jedan je od 1025 fiktivnih vrsta Pokémona iz medijske franšize Pokémon, skupa Pokémon videoigara, animiranih serija, manga stripova, knjiga, igraćih karata i drugih medija kojima je tvorac Satoshi Tajiri. Svrha je Dratinija u videoigrama, animiranoj seriji i manga stripovima, kao i svrha ostalih Pokémona, borba s divljim Pokémonima – neukroćenim stvorenjima koje igrači i likovi pronalaze dok kreću na razne avanture – i pripitomljenim Pokémonima drugih Pokémon trenera.

## Etimologijaimena
Ime Dratini kombinacija je engleskih riječi "dragon" = zmaj, odnoseći se na njegov tip i biće na kojem se temelji njegov lik, i "tiny" = sićušan" = odnoseći se na činjenicu da je prvi u svom evolucijskom lancu. 
Dratinijevo japansko ime, Miniryu, sadrži riječi "mini" = malen, i japanske riječi "ryū" = zmaj. Njegovo je englesko ime u beta verziji trebalo glasiti Dragoon.

## Pokédex podaci
- Pokémon Red/Blue: Dugo je vrijeme smatran Pokémonom mitova dok malena kolonija preživjelih primjeraka nije pronađena ispod vodene površine.
- Pokémon Yellow: Postojanje ovog mitskog Pokémona tek je nedavno potvrđeno od strane ribara koji ga je slučajno uhvatio.
- Pokémon Gold: Čak su i novorođena mladunčad ove vrste velika. Neprestano svlači kožu i postepeno raste sve veći i veći.
- Pokémon Silver: Ovaj je Pokémon ispunjen životnom energijom. Neprestano svlači kožu i postaje sve veći i veći.
- Pokémon Crystal: Svlači nekoliko slojeva kože dok raste. Tijekom ovih procesa, zaštićen je iza snažnog vodopada.
- Pokémon Ruby/Sapphire: Dratini neprestano svlači staru kožu. Čini to jer životna energija koja ispunjava njegovo tijelo postepeno raste i dostiže nekontrolirane razine.
- Pokémon Emerald: Dratini neprestano svlači staru kožu. Čini to jer životna energija koja ispunjava njegovo tijelo postepeno raste i dostiže nekontrolirane razine.
- Pokémon FireRed: Čak i mladunačad ove vrste dostiže duljinu tijela od 2 metra. Čine to neprestano svlačeći svoju kožu.
- Pokémon LeafGreen: Dugo je vrijeme smatran Pokémonom mitova dok malena kolonija preživjelih primjeraka nije pronađena ispod vodene površine.
- Pokémon Diamond/Pearl: Nazivan je Pokémon čudom jer se rijetko susreće. Ponekad se znaju pronaći ostaci kože ovog Pokémona nakon što ju svuče.

## U videoigrama
U igrama Pokémon Red, Blue i Yellow, kao i u igrama Pokémon FireRed i LeafGreen Dratinija je moguće pronaći pecanjem unutar Safari zone. Istovremeno, moguće ga je kupiti u Igraćem kutku.
Dratinija i Dragonaira moguće je pronaći u Zmajevom brlogu unutar grada Blackthorna u igrama Pokémon Gold, Silver i Crystal. U igri Pokémon Crystal, ako se igrač vrati u Zmajevo svetište (nakon što primi Clairin Bedž uzdizanja) i popriča s Zmaj majstorom, dobit će posebnog Dratinija koji poznaje Ekstremnu brzinu (Extremespeed) kao tehniku (pod uvjetom da je igrač prethodno u potpunosti točno odgovorio na majstorova pitanja).
U igrama Pokémon Diamond i Pearl, Dratinija je moguće upecati unutar vodopada blizu vrha planine Coronet korištenjem Super pecačkog štapa.
Dratini je prilično tražen Pokémon u videoigrama zbog svog evoluiranog oblika, Dragonitea. Dratini se razvija u Dragonaira na 30. razini, a zatim u Dragonitea na 55. razini. Produljena evolucija od igrača zahtjeva strpljenje, kao što je to slučaj s još nekim Pokémonima (Larvitar, Bagon, Beldum i Gible).

## Tehnike
| Prirodne tehnike             | Prirodne tehnike | Prirodne tehnike |
| ---------------------------- | ---------------- | ---------------- |
| Tehnika                      | Vrsta tehnike    | Razina           |
| Omatanje (Wrap)              | Normalni         |                  |
| Opaki pogled (Leer)          | Normalni         |                  |
| Gromoviti val (Thunder Wave) | Električni       | 5                |
| Tornado (Twister)            | Zmaj             | 11               |
| Zmajev bijes (Dragon Rage)   | Zmaj             | 15               |
| Tresak (Slam)                | Normalni         | 21               |
| Okretnost (Agility)          | Psihički         | 25               |
| Vodeni rep (Aqua Tail)       | Vodeni           | 31               |
| Zmajev nalet (Dragon Rush)   | Zmaj             | 35               |
| Tjelesni čuvar (Safeguard)   | Normalni         | 41               |
| Zmajev ples (Dragon Dance)   | Zmaj             | 45               |
| Nasilje (Outrage)            | Zmaj             | 51               |
| Snažna zraka (Hyper Beam)    | Normalni         | 55               |

## Statistike
| HP:      | 41 |  |
| Attack:  | 64 |  |
| Defense: | 45 |  |
| Special: | 50 |  |
| SpAtk:   | 50 |  |
| SpDef:   | 50 |  |
| Speed:   | 50 |  |

Statistika Special korištena je samo tijekom prve generacije; kasnije je podijeljenja na Special Attack i Special Defense statistike.

## U animiranoj seriji
Dratinijevo prvo pojavljivanje bilo je u epizodi "The Legend of Miniryu". Epizoda zauzima mjesto radnje unutar Safari zone, i prati Ashovo zaštićivanje Dragonaira i Dratinija. Izvan Japana, ova je epizoda zabranjena (izuzev Hong Konga i Tajvana) zbog višestrukih prijetnji vatrenim oružjem tijekom radnje u toj epizodi. Istovremeno, Ash u toj epizodi hvata čitavo krdo Taurosa, no gledatelji zapravo nikada nisu vidjeli njihovo hvatanje.
Kasnije, Vođa dvorane grada Blackthorna, Clair, posjeduje Dratinija, koji se kasnije razvija u Dragonaira tijekom borbe s Timom Raketa.